# Muzeum Motyli w Bochni
Muzeum Motyli Arthropoda w Bochni – prywatne muzeum przyrodnicze z siedzibą w Bochni. Placówka powstała na bazie kolekcji motyli, będącej własnością Jacka Kobieli. Muzeum i kolekcją zarządza jego syn, Filip Kobiela. Muzeum jest obiektem całorocznym, czynnym codziennie, o płatnym wstępie.

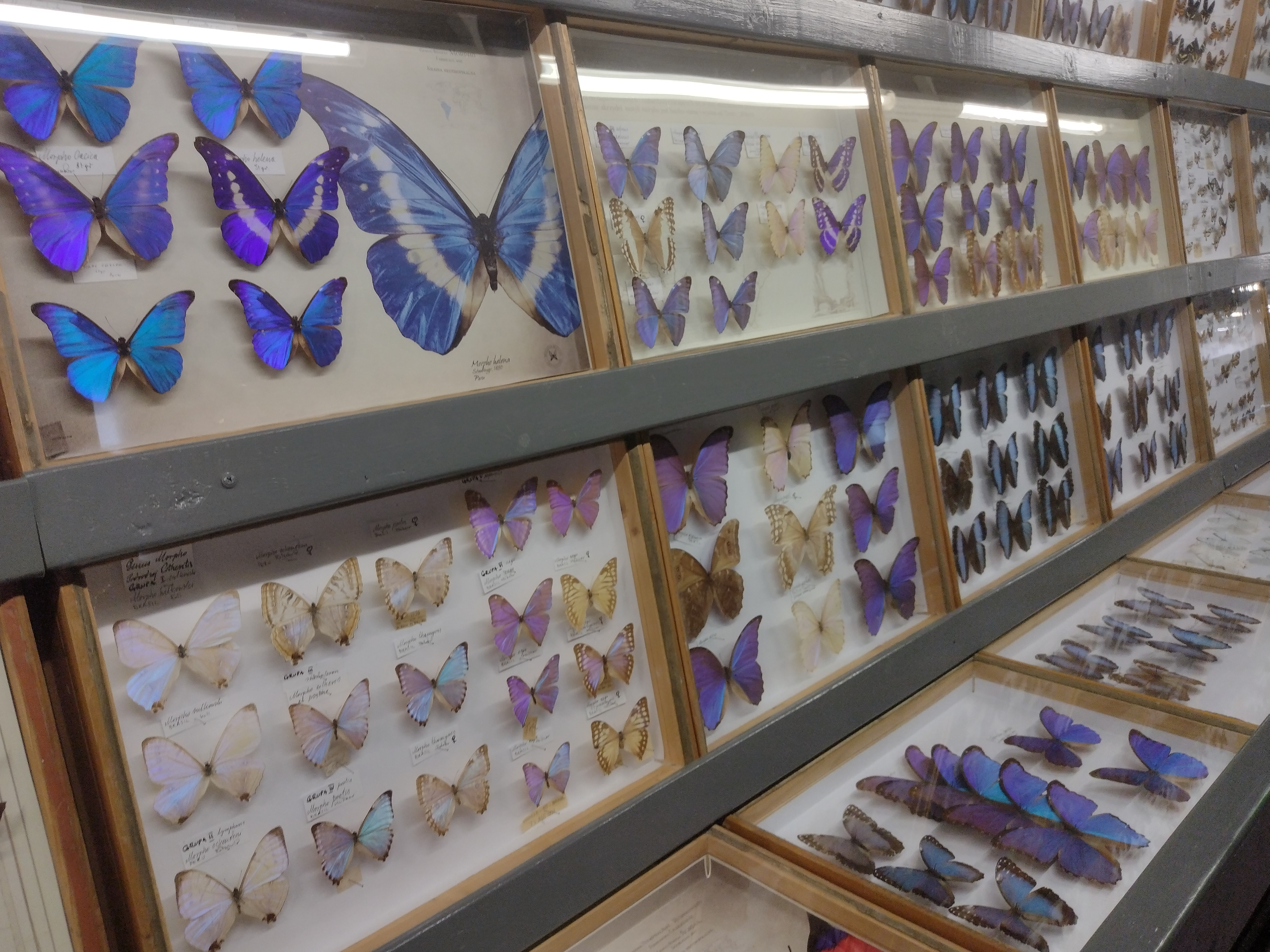
Fragment ekspozycji

Muzeum powstało w 2009 roku, natomiast najstarsze okazy pochodzą z lat 70. XX wieku. Placówka reklamuje się jako „największa stała ekspozycja motyli świata w Polsce”. W zbiorach posiada ponad 4500 okazów motyli i innych stawonogów, w tym także gatunków wymarłych. Okazy pochodzą z podróży właścicieli muzeum po Europie, Afryce i obu Amerykach, a także zostały przekazane na własność lub w depozyt przez innych kolekcjonerów.
Wśród darczyńców i depozytariuszy muzeum znajdują się entomolodzy: Edward Palik (kustosz zbiorów Instytutu Systematyki i Ewolucji Zwierząt Polskiej Akademii Nauk w Krakowie), Jerzy Turzański, Henryk Sudołowicz, Stanisław Gruszka. 
Prezentowane stawonogi pochodzą ze wszystkich kontynentów świata. Oprócz motyli, w kolekcji znajdują się również chrząszcze,  straszyki (patyczaki), pluskwiaki, modliszki oraz cykady. Owady usystematyzowane są na podstawie klasyfikacji Linneusza.